# 額爾欽巴圖

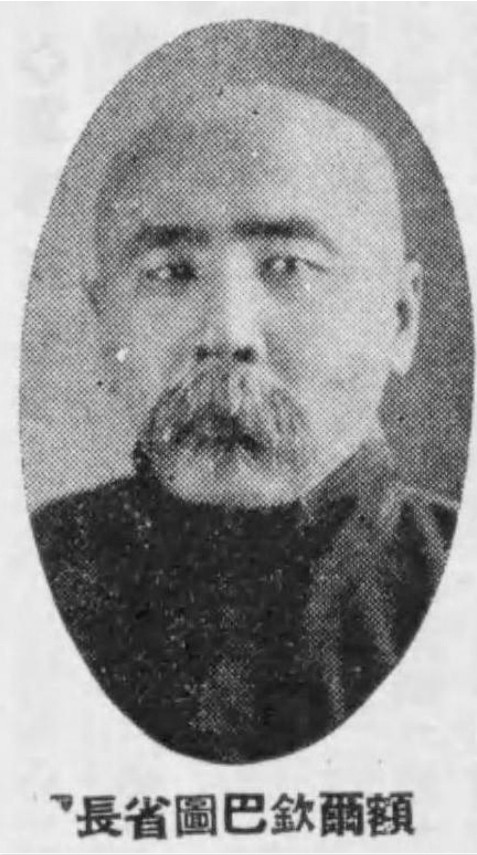
康德六年（1939年）《満洲国現勢》中的兴安北省省长额尔钦巴图

额尔钦巴图（某种拉丁转写：Erkimbatu；1882年—1951年7月13日），嘎拉珠特氏，巴尔虎蒙古族，清末黑龍江將軍辖下呼倫貝爾部新巴尔虎左翼正白旗第二佐（今呼伦贝尔市新巴尔虎左旗新宝力格苏木莫达木吉嘎查）人。中华民国、满洲国及中华人民共和国时期呼倫貝爾政治人物，蒙医。

## 生平

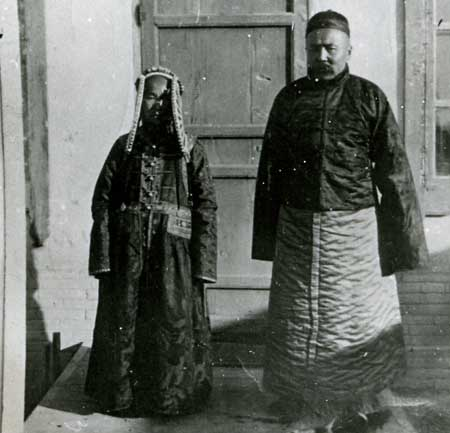
额尔钦巴图夫妇

额尔钦巴图的先祖是清朝任命的世袭佐领巴德玛。额尔钦巴图幼年在家学满語、蒙古語、藏語，后入海拉尔蒙旗学校（今海拉尔第一中学）。清光绪二十四年（1898年），他接替新巴尔虎左翼正白旗第二佐佐领一職，成爲該佐第九代佐领。1922年，他升任新巴尔虎左翼总管。1926年，他创办新巴尔虎左翼正白旗第一所公办学校，招收該旗各佐的牧民子弟入学。1927年，他主持在阿木古郎镇附近兴建总管衙门，並将学校迁建于此。他還出資兴建阿尔山庙，并在該庙内开設喇嘛医学校，培养喇嘛医生。他自己也經常充任蒙医给牧民看病看病，不收诊治费用。
1934年（康德元年），満洲国政府將新巴尔虎左翼四旗合并为新巴尔虎左翼旗，左翼总管衙門改为公署，他任首任旗長。1936年（康德3年）4月，興安北省省長凌陞被關東軍處死，额尔钦巴图接任興安北省省長，直到1945年（康德12年）8月。他利用有限的權力改善牧民佔多数的省内民衆的生活，声望日增。他曾组织编写呼伦贝尔和新巴尔虎历史的资料书，翻译满文《资治通鉴纲目》等书。
1945年8月日本投降后，在苏联红军的支持下，1945年10月呼伦贝尔自治省政府（后改称呼伦贝尔地方自治政府）在海拉尔成立，额尔钦巴图任主席。他主持組建地方武裝，維護社會秩序，恢復興辦學校、醫院，将呼伦贝尔作为防范国民党势力的缓冲地带，阻止了中國國民政府勢力進入海拉爾。
1946年10月，东北民主政府正式承认呼伦贝尔地方自治政府，额尔钦巴图欢迎中国共产党党员高锦明、苏林参加呼伦贝尔地方自治政府工作。1946年12月，他率呼伦贝尔地方自治政府代表团到哈尔滨，會見了中共中央东北局彭真等黨和政府领导人。
1947年11月，中共呼纳工委在海拉尔成立，额尔钦巴图積極参与中国共产党对呼伦贝尔地方自治政府的改造。1948年1月，内蒙古自治政府实行统一自治，乌兰夫任命额尔钦巴图为呼伦贝尔盟政府首任盟长。1949年4月，呼伦贝尔盟同纳文慕仁盟合并，稱呼伦贝尔纳文慕仁盟，额尔钦巴图任盟长。1950年9月，作为少数民族参观团成员，额尔钦巴图到北京参加中華人民共和國的国庆观礼，受到毛泽东等党和国家领导人接见。1951年7月13日，额尔钦巴图在海拉尔病逝，享年69岁。

## 著作
- 《甘露点滴》
- 《性病的危害》

### 引用
1. ↑  『境界に生きるモンゴル世界[]
2. ↑  . 凤凰网.   [2007年5月18日].

### 书籍
- 劉寿林等 編. . 中華書局. 1995. ISBN 7-101-01320-1.

### 网页
- 「歴史名人 額爾欽巴圖」内蒙古新巴爾虎左翼党建網（中国共産党新巴爾虎左旗委員会網站）

| 前任：凌陞 | 興安北省長1936年4月 - 1945年8月 | 繼任：（廢止） |

| 前任：（成立） | 呼伦贝尔盟长1948年1月 - 1949年4月 | 繼任：（廢止） |

| 前任：（成立） | 呼伦贝尔纳文慕仁盟长1949年4月 - 1951年7月 | 繼任：？ |